# Mateusz Dziubiński
Mateusz Dziubiński zwany Niebieskim Płaszczem (zm. 1828) - ostatni lirnik polski.
Uczestnik powstania kościuszkowskiego. Przybył do Warszawy w 1809 roku. Grał na lirze. Śpiewał pieśni historyczne - o Sobieskim, o konfederacji barskiej itp.